# Joseph-Marie-Eugène Martin
Joseph-Marie-Eugène Martin, francoski rimskokatoliški duhovnik, škof in kardinal, * 9. avgust 1891, Orléans, † 21. januar 1976.

## Življenjepis
18. decembra 1920 je prejel duhovniško posvečenje.
6. februarja 1940 je bil imenovan za škofa Le Puy-en-Velayja in 2. aprila istega leta je prejel škofovsko posvečenje.
11. oktobra 1948 je postal nadškof Rouena.
22. februarja 1965 je bil povzdignjen v kardinala in imenovan za kardinal-duhovnika S. Teresa al Corso d'Italia.
Upokojil se je 6. maja 1968.